# Stef Clement
Stef Clement (* 24. September 1982 in Tilburg) ist ein ehemaliger niederländischer Radrennfahrer und späterer Radsportfunktionär.

## Sportliche Karriere
Clement wurde im Jahr 2002 Niederländischer Meister im Einzelzeitfahren der U23 und gewann im Jahr 2003 mit einer Etappe der Olympia’s Tour sein erstes internationales Radrennen. Hierauf wechselte er vom Van Hemert Groep Cycling zum Rabobank-Nachwuchsteam, für das er 2005 die Gesamtwertung der Olympia’s Tour für sich entschied. 2006 erhielt Clement bei der französischen Mannschaft Bouygues Télécom seinen ersten Vertrag bei einem UCI ProTeam und blieb dort bis zum Ablauf der Saison 2008.
Zu Clements größten Erfolgen gehörten die Etappensiege beim Critérium du Dauphiné Libéré 2009 und der Volta a Catalunya 2014. Im Übrigen war er vor allem bei Zeitfahren erfolgreich: Viermal wurde er bis 2016 niederländischer Zeitfahrmeister der Elite, siegte beim Chrono des Nations 2008 und gewann die Bronzemedaille bei den Straßenweltmeisterschaften 2007. Clement startete 18-mal bei Grand Tours. Seine beste Platzierung war der 18. Rang in der Gesamtwertung der Tour de France 2016 und Rang 13 beim Giro d’Italia 2017.
Clement beendete nach Ablauf der Saison 2018 seine Karriere als Aktiver aus gesundheitlichen Gründen und wurde Betreuer mit Aufgaben im Marketing und für Ernährung bei seinem letzten Team Lotto NL-Jumbo (früher Rabobank bzw. Belkin-Pro Cycling Team), bei dem er mit Ausnahme der Jahre 2015 und 2016 seit 2009 fuhr.

## The Riders Union
Im November 2020 wurde Clement Interims-CEO der neugegründeten Rennfahrervereinigung The Riders Union.

## Erfolge
| 2002 - Niederländischer Meister – Einzelzeitfahren (U23) 2003 - eine Etappe Olympia’s Tour 2005 - eine Etappe Cinturón a Mallorca - Gesamtwertung Olympia’s Tour 2006 - Niederländischer Meister – Einzelzeitfahren - eine Etappe Tour de l’Avenir 2007 - Niederländischer Meister – Einzelzeitfahren - Straßenweltmeisterschaft – Einzelzeitfahren | 2008 - Chrono des Nations 2009 - eine Etappe Critérium du Dauphiné Libéré - Niederländischer Meister – Einzelzeitfahren 2011 - Niederländischer Meister – Einzelzeitfahren 2014 - eine Etappe und Bergwertung Volta Ciclista a Catalunya 2017 - Niederländische Meisterschaft – Einzelzeitfahren |

## Grand-Tour-Platzierungen
| Grand Tour            | 2006 | 2007 | 2008 | 2009 | 2010 | 2011 | 2012 | 2013 | 2014 | 2015 | 2016 | 2017 | 2018 |
| --------------------- | ---- | ---- | ---- | ---- | ---- | ---- | ---- | ---- | ---- | ---- | ---- | ---- | ---- |
| Giro d’ItaliaGiro     | 64   | –    | –    | –    | –    | –    | 71   | 48   | –    | DNF  | –    | 13   | –    |
| Tour de FranceTour    | –    | DNF  | 90   | –    | –    | 118  | –    | –    | DNF  | 59   | 18   | 29   | –    |
| Vuelta a EspañaVuelta | –    | 32   | DNF  | –    | –    | –    | 100  | DNF  | 69   | –    | –    | –    | –    |